# South San Jose Hills
South San Jose Hills és una concentració de població designada pel cens dels Estats Units a l'estat de Califòrnia. Segons el cens del 2000 tenia 20.218 habitants.

## Demografia
Segons el cens del 2000, South San Jose Hills tenia 20.218 habitants, 3.984 habitatges, i 3.605 famílies. La densitat de població era de 5.346,7 habitants/km².
Dels 3.984 habitatges en un 53,2% hi vivien nens de menys de 18 anys, en un 67,4% hi vivien parelles casades, en un 14,4% dones solteres, i en un 9,5% no eren unitats familiars. En el 6,7% dels habitatges hi vivien persones soles el 3% de les quals corresponia a persones de 65 anys o més que vivien soles. El nombre mitjà de persones vivint en cada habitatge era de 5,07 i el nombre mitjà de persones que vivien en cada família era de 4,95.
Per edats la població es repartia de la següent manera: un 34,6% tenia menys de 18 anys, un 12% entre 18 i 24, un 30,8% entre 25 i 44, un 16,7% de 45 a 60 i un 5,9% 65 anys o més.
L'edat mediana era de 27 anys. Per cada 100 dones de 18 o més anys hi havia 99 homes.
La renda mediana per habitatge era de 48.655 $ i la renda mediana per família de 46.702 $. Els homes tenien una renda mediana de 26.477 $ mentre que les dones 22.113 $. La renda per capita de la població era d'11.324 $. Entorn del 13,4% de les famílies i el 18,5% de la població estaven per davall del llindar de pobresa.

## Poblacions més properes
El següent diagrama mostra les poblacions més properes.